# China (Wang Chung)
China is een nummer van de Britse new waveband Wang Chung uit 1982. Het is de tweede single van hun debuutalbum Huang Chung.
Wang Chung had al meerdere singles uitgebracht, maar wist in eigen land op dat moment nog geen potten wist te breken. Ook "China" haalde de Britse hitparades niet. Wel werd het nummer in Nederland opgepikt, waar het de 6e positie bereikte in de Tipparade. De grote internationale doorbraak voor de band zou later komen met Dance Hall Days.

## Tracklijst
1. 7"
2. "China" - 3:20
3. "China" (extended) - 6:00